# A Rőt Liga

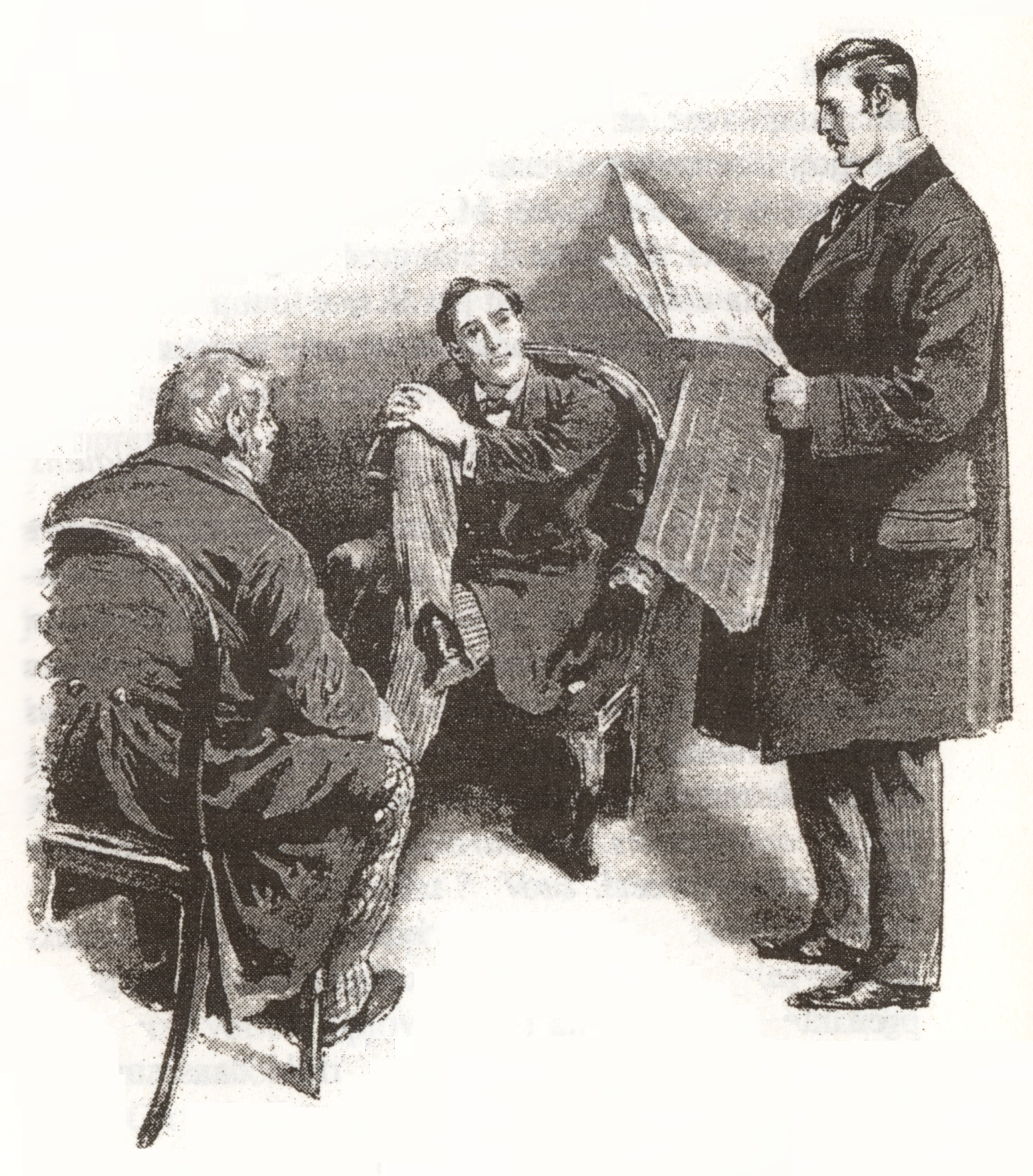
Watson felolvassa az újságot Holmesnak és Wilsonnak

A Rőt Liga más fordításban A Vörös Hajúak Ligája (The Red-Headed League) Arthur Conan Doyle 56 Sherlock Holmes-novellájának egyike, amely először 1891 augusztusában jelent meg a The Strand Magazine-ben, Sidney Paget illusztrációival. Az 1892-ben kiadott Sherlock Holmes kalandjai című novelláskötet harmadik történetét alkotja.

## Történet
A cselekmény 1890-ben játszódik, amikor Jabez Wilson, egy londoni zálogüzlet "lángvörös hajú" tulajdonosa felkeresi Holmest és Watsont. Elmondása szerint fiatal segédje, Vincent Spaulding néhány héttel korábban megmutatott neki egy újsághirdetést, és arra ösztönözte, hogy jelentkezzen rá. A cikk vöröshajú férfiak jelentkezését várja névleges munkára. Másnap délelőtt Wilson hosszú sorban várakozott hozzá hasonlóan vöröshajú emberekkel, akiket meghallgattak, de csak ő felelt meg a követelményeknek, ugyanis egyik jelentkezőnek sem volt az övéhez hasonló vörös haja. Hetente négy fontot keresett, amiért néhány hétig hasztalan hivatalnokmunkát kellett végeznie egy üres irodában, míg végül egyik reggel a zárt ajtón egy kartonpapír fogadta, amely arról tájékoztatta, hogy "A RŐT LIGA FELOSZLOTT". Wilson ezután felkereste a háziurat, aki azt állította, hogy soha nem hallott Duncan Rossről, a liga alapítójáról, viszont emlékezett vöröshajú lakójára, és átadta új címét, amelyen egy művégtagkészítő műhely található. Wilson azzal fejezi be a történetet, mennyire bosszantja, hogy nem kapta meg az arra a hétre járó négy fontot. Ezután Holmes biztosítja ügyfelét, hogy Watsonnal hétfőre megoldják az esetet. Miután Wilson elment (megadva a detektívnek Spaulding személyleírását), Holmes úgy döntött, hogy meglátogatja Spauldingot. Mielőtt a zálogüzlet elé érnének, Holmes megkopogtatja a kövezetet, majd a detektív észreveszi, hogy Spaulding nadrágja koszos a térdénél. Mivel megoldotta az esetet, felhívja Jones felügyelőt és Mr. Merryweathert. Lerántják a leplet a négy betörőről, John Clayről és segítőjéről, William Morrisról, akik Spaulding és Ross voltak álruhában. Ők találták ki a Rőt Ligát, azért, hogy távol tartsák Wilsont az üzlettől, míg ők az alagsorban ásnak, azért hogy betörjenek a szomszédos bank páncéltermébe. A Baker Streetre visszatérve Holmes elmagyarázza Watsonnak, hogyan oldotta meg az esetet.

## Érdekességek
- A Jeremy Brett főszereplésével készült TV-feldolgozásban a cselszövést Moriarty professzor vezeti, Clay pedig Moriarty tanítványa.
- A Sherlock Holmest parodizáló Without Clue (Nyom nélkül) című filmben, amelyben Holmest Michael Caine, dr. Watsont pedig Ben Kingsley alakítja, Clay és Archie a Royal Gallerybe tör be.
- Sir Arthur Conan Doyle az önéletrajzában, a Memories and Adventuresben (Emlékek és kalandok) említ egy szervezetet, a “The Glove”-ot (A Kesztyű), amely A Rőt Liga alapötletéül szolgált. A későbbi kiadásokból ez az utalás hiányzik.
- A történet cselekményét használta a Süket, hogy összezavarja a nyomozókat a Ed McBain A heccelődő (The Heckler) című regényben, amely a 87-es körzet sorozatát alkotja.

## Magyarul
- A Rőt Liga; in: Sherlock Holmes kalandjai; ford. Nikowitz Oszkár; ILK, Bp., 1987
- A Vörös Liga / Adventures of Sherlock Holmes; in: Sherlock Holmes történetei, 1.; ford. Szolga Emese; Lingvaport Fordítóiroda, Szeged, 2006 (Bilingvaport könyvespolc)
- The adventures of Sherlock Holmes. The Read-Headed League / Sherlock Holmes kalandjai. A Vörös Hajúak Ligája; ford. Bánki Veronika; Kossuth, Bp., 2017 (Angol-magyar kétnyelvű klasszikusok)